# Universidad de Kassel
La Universidad de Kassel (Universität Kassel, en alemán) es una universidad pública situada en el estado federado de Hesse (Alemania). Fundada en 1971, contaba en 2009 con 18 035 estudiantes, además de 1783 empleados, entre ellos 304 profesores, 900 empleados académicos y 1100 técnicos y administrativos. 
La universidad tiene estudiantes de 115 nacionalidades y ofrece cursos de verano, cursos intensivos de alemán, así como programas de orientación para estudiantes internacionales.
Las áreas destacadas de la universidad son las ciencias tecnológicas y ambientales, la investigación educativa y social, el arte y la formación de profesores. Las facultades de la universidad se localizan en diferentes puntos de la ciudad de Kassel, la facultad de ciencias agropecuarias ecológicas se encuentra en Witzenhausen, una pequeña ciudad a 40 km de Kassel. El centro de la universidad es el campus "Holländischer Platz", que se ubica en el terreno que una vez ocuparía la fábrica Henschel de maquinaria y vehículos. Aquí se encuentra también la administración central de la universidad.
Cada año más de 100 académicos de cooperan con colegas de la universidad de Kassel en distintos programas de investigación. La recientemente finalizada International House está localizada en el campus y ofrece alojamiento a huéspedes internacionales, además de servir de sitio de reuniones, conferencias y eventos culturales.

## Historia de la universidad
Ya en 1633, Kassel pudo ser denominada como ciudad universitaria durante 20 años, antes de que la universidad rural de Hesse trasladada a Marburg. El conde Friedrich II de Hesse fundó en 1777 la actual escuela superior de arte como una academia de artes. Así mismo la escuela superior de artes y oficios fundada en 1832, en la que, entre otros, los químicos Heinrich Buff, Friedrich Wöhler y Robert W. Bunsen enseñaron e investigaron, y la escuela técnica de construcción del estado de Kassel, pueden ser consideradas como precursoras de la Universidad de Kassel.
En Witzenhausen se fundó en 1898 la escuela colonial alemana (escuela tropical), para formar personas en el área de agricultura, quienes se trasladarían a las colonias alemanas. Hoy en día en Witzenhausen se encuentran la facultad 11 de ciencias agropecuarias ecológicas de la universidad, así como el instituto alemán de agricultura tropical y subtropical.

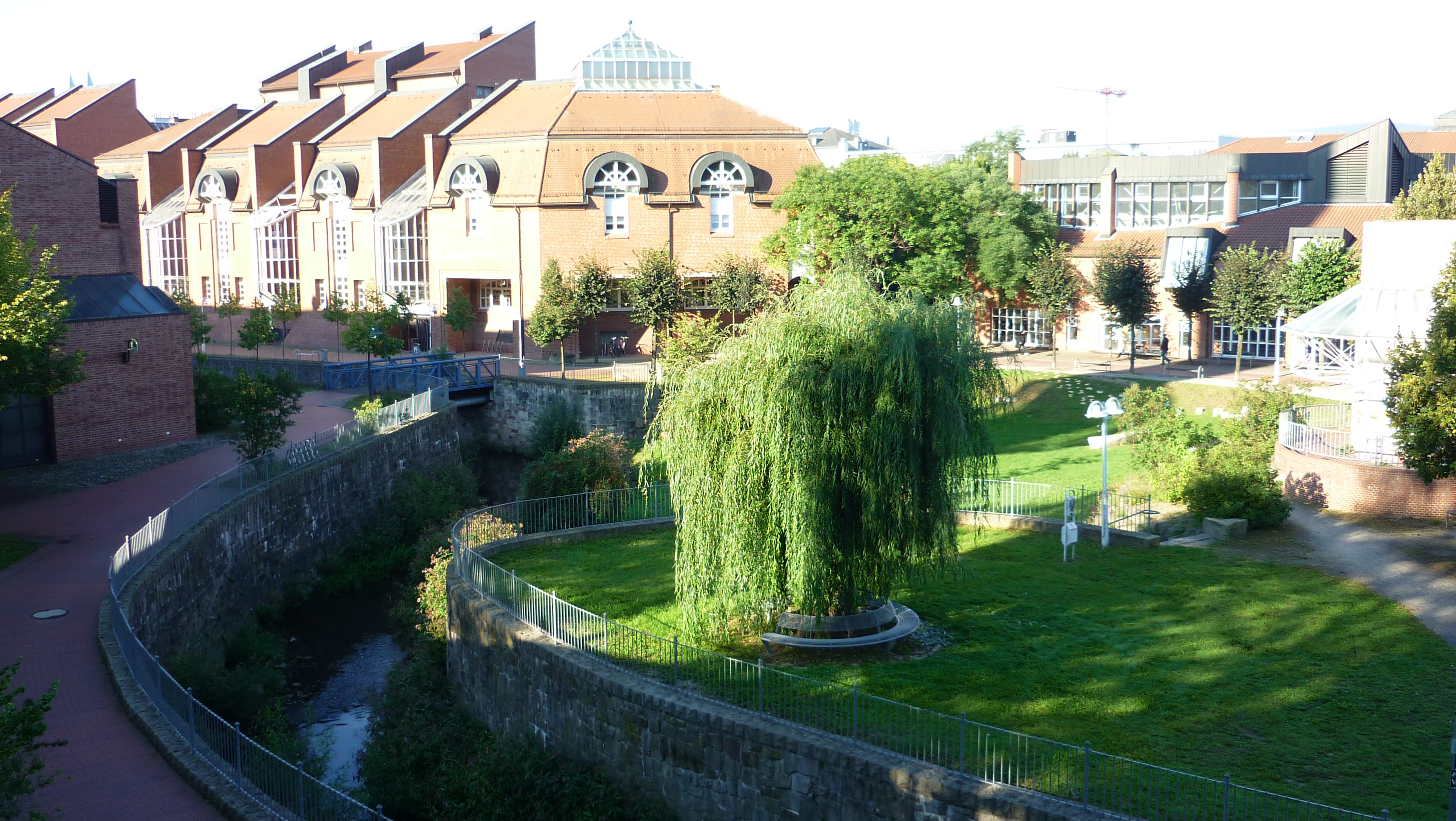
El Campus "Holländischer Platz"

Las primeras solicitudes para el establecimiento de una universidad tuvieron lugar en 1958. En 1970 el parlamento de Hesse decidió crear una escuela superior de reforma, que fue inaugurada oficialmente el 25 de octubre de 1971.
La universidad fue la primera institución de educación superior en Alemania que desarrolló un sistema de estudios universitarios escalonados, como hoy en día es usual en el sistema de grados académicos de Bachelor y Master a nivel internacional. 20 años después de su fundación, más de 16.000 estudiantes ya estudiaban en Kassel y en 2010 el número de los estudiantes excedió por primera vez la cifra de 20.000.

## Docencia e Investigación
En la Universidad de Kassel la investigación es tradicionalmente variada e interdisciplinar. Las áreas destacadas son la investigación ambiental, las ingenierías tecnológicas (construcción, ingeniería electrónica , ingeniería mecánica, técnica de remodelar), la informática, así como la nanotecnología, la pedagogía (la investigación sobre la educación básica y superior), las ciencias sociales (la investigación sobre la globalización, la cooperación para el desarrollo) y el arte y diseño.
Un sinnúmero de carreras en el nivel de Master están orientadas internacionalmente y son ofrecidas en inglés. A la par de una oferta variada de carreras que capacitan para el ejercicio de una profesión, la universidad tiene una oferta de educación continua para profesionales. La docencia en la Universidad de Kassel está impregnada por el “Modelo Kasseler”, un método didáctico que se distingue por estar estrechamente relacionado con la práctica. En todas carreras los estudiantes tienen que realizar prácticas relacionadas con la profesión en tapas muy tempranas de su formación. 
La Universidad de Kassel dispone de una red de cooperación mundial con más de 200 socios a nivel internacional, así como aproximadamente 200 programas de intercambio bilaterales dentro de la UE (LLP/Programa Erasmus). Más allá de ello, en el marco de la International Summer University y la International Winter University, la universidad ofrece cursos especiales para estudiantes extranjeros que realizan estudios en Alemania únicamente durante pocas semanas o sólo quieren conocer la estructura de una universidad alemana. Ambas opciones incluyen sobre todo cursos sobre energías renovables, medio ambiente y así como sobre la lengua y la cultura alemana. 

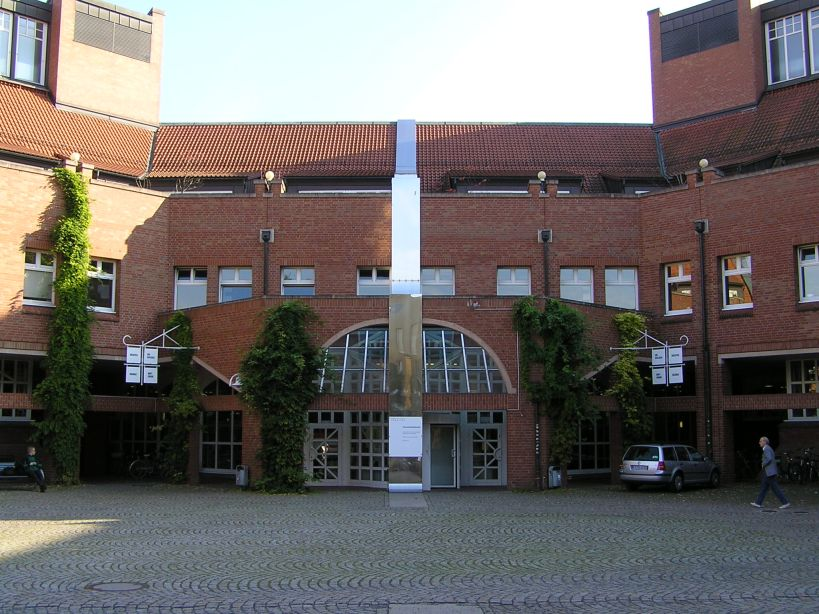
Biblioteca central

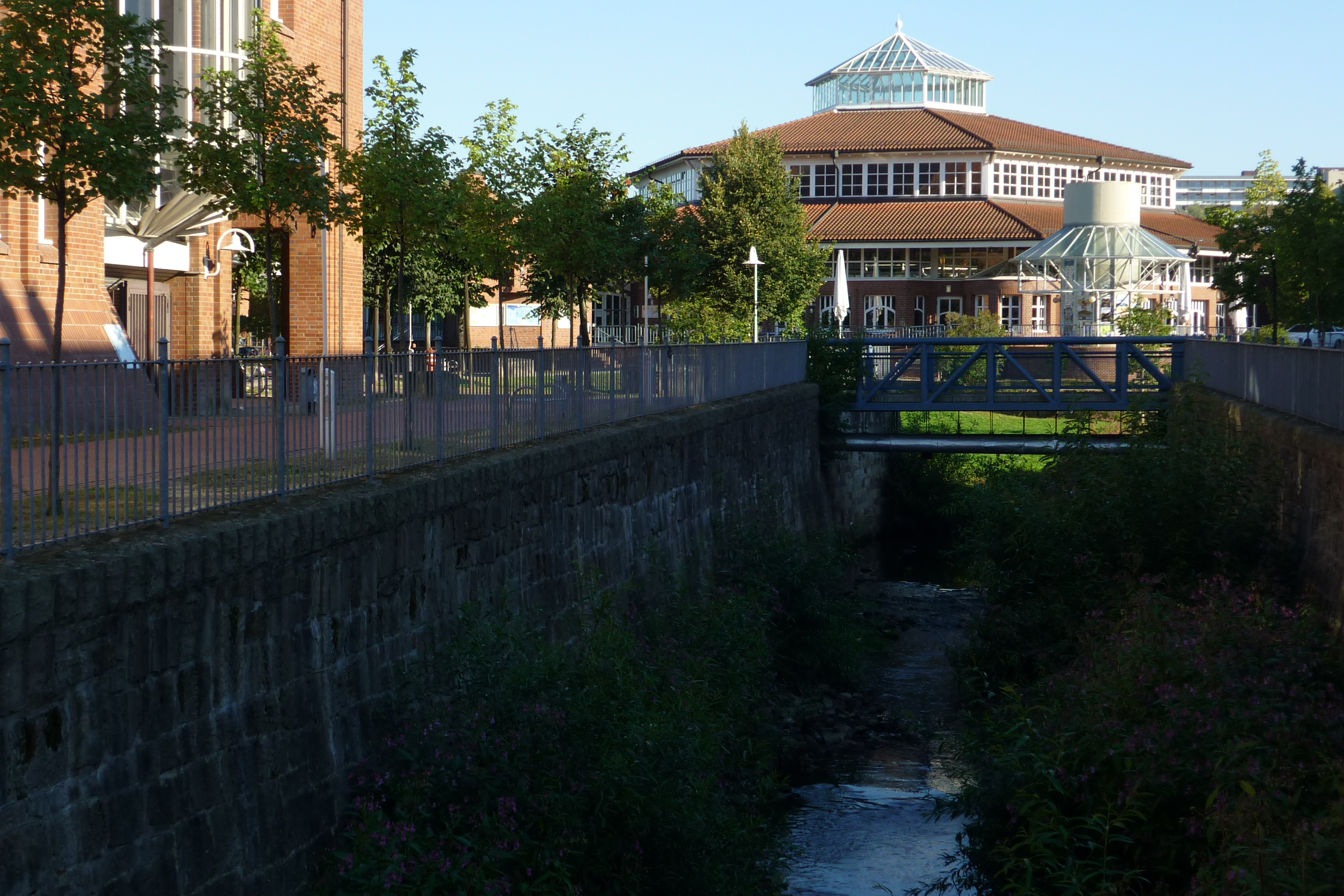
El Comedor universitario

## Biblioteca
La biblioteca de la Universidad de Kassel dispone de aproximadamente 1,9 millones de libros.
Además hay una colección de más de 10 000 manuscritos que tienen un significado internacional. 
Los más antiguas proceden del siglo VI.

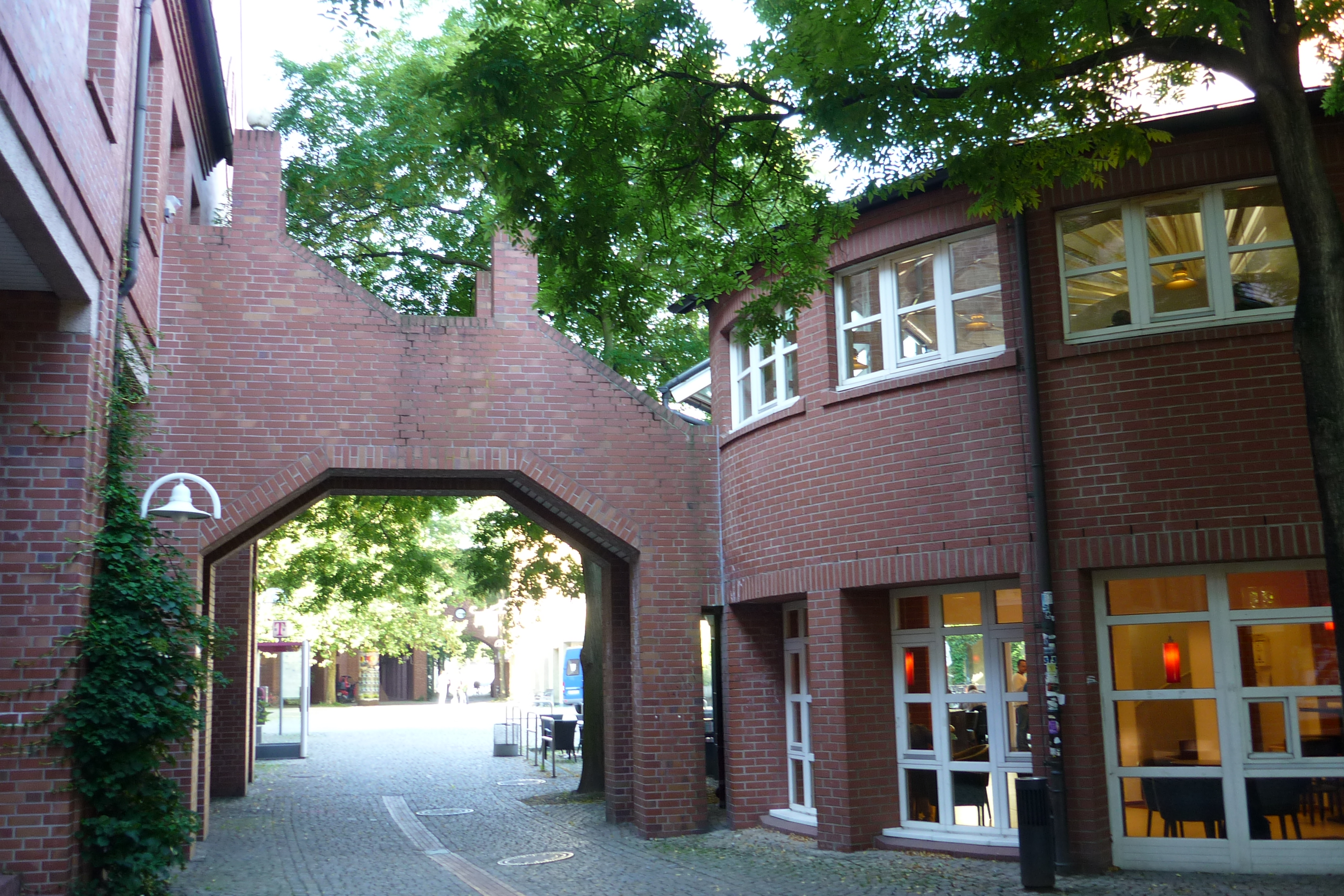
El Pabellón universitario

## Facultades
La Universidad ofrece los diplomas tradicionales alemanes, así como grados de Bachelor y Master, Examen Artística o Doctorado.
Facultad 01: Ciencias Humanas (Humanwissenschaft)
- Instituto de Pedagogía (Institut für Erziehungswissenschaft)
- Instituto de Música (Institut für Musik)
- Instituto de Psicología (Institut für Psychologie)
- Instituto de Trabajo Social (Institut für Sozialwesen)

Facultad 02: Humanidades y Ciencias Culturales (Geistes- und Kulturwissenschaft)
- Instituto de Filosofía (Institut für Philosophie)
- Instituto de Teología Evangélica (Institut für evang. Theologie)
- Instituto de Teología Católica (Institut für kathl. Theologie)
- Instituto de Filología Inglesa/Americanista (Anglistik/Amerikanistik)
- Instituto de Filología Alemana (Institut für Germanistik)
- Instituto de Filología Románica (Institut für Romanistik)

Facultad 05: Ciencias Sociales (Gesellschaftswissenschaft)
- Geografía (Geografie)
- Historia (Geschichte)
- Ciencias Políticas (Politikwissenschaften)
- Sociología (Soziologie)
- Ciencias del Deporte (Sportwissenschaften)

Facultad 06: Arquitectura, Planificación Urbanística, Planificación Paisajística
- Arquitectura (Architektur)
- Planificación Urbanística (Stadtplanung)
- Planificación Paisajística (Landschaftsplanung)

Facultad 07: Economía (Wirtschaftswissenschaften)
- Instituto de Formación Profesional (Institut für Berufsbildung)
- Ciencias Empresariales (BWL)
- Ciencias Económicas (VWL)
- Derecho Económico (Wirtschaftsrecht)

Facultad 10: Matemática y Ciencias Naturales (Mathematik und Naturwissenschaften)
- Instituto de Biología (Institut für Biologie)
- Instituto de Física (Institut für Physik)
- Instituto de Química (Institut für Chemie)
- Instituto de Matemática (Institut für Mathematik)

Facultad 11: Facultad de Ciencias Agrarias Ecológicas (Ökologische Agrarwissenschaft)
- Ingeniería Agrícola (Agrartechnik)
- Protección ecológica de las Plantas (Ökologischer Pflanzenschutz)
- Química ambiental (Umweltchemie)
- Ciencia de Pastizales y Recursos vegetales renovables (Pflanzen als Nahrung, Energie und Rohstoff)
- Agricultura orgánica (Ökologischer Land- und Pflanzenbau)
- Mejoramiento de plantas orgánicas y Agro-biodiversidad (Ökolog. Pflanzenzüchtung und Agrarbiodiversität)
- Investigación en los trópicos y subtrópicos de producción vegetal orgánica y Agro ecosistemas (Ökologischer Pflanzenbau und Agrarökosystemforschung in den Tropen und Subtropen)
- Biología de Suelos y Nutrición Vegetal (Bodenbiologie und Pflanzenernährung)

Facultad 14: Facultad de Ingeniería Civil e Ingeniería ambiental (Bauingenieurwesen und Umweltingenieurwesen)
- Instituto de Ingeniería Civil (Institut für Bauingenieurwesen)
- Instituto de Ingeniería Ambiental (Institut für Umweltingenieurwesen)

Facultad 15: Ingeniería Mecánica (Maschinenbau)
- Ciencias del Trabajo y Gestión de Procesos (Arbeitswissenschaft und Prozessmanagement)
- Técnicas de Construcción (Konstruktionstechnik) Facultad de Bellas Artes
- Mecánica (Mechanik)

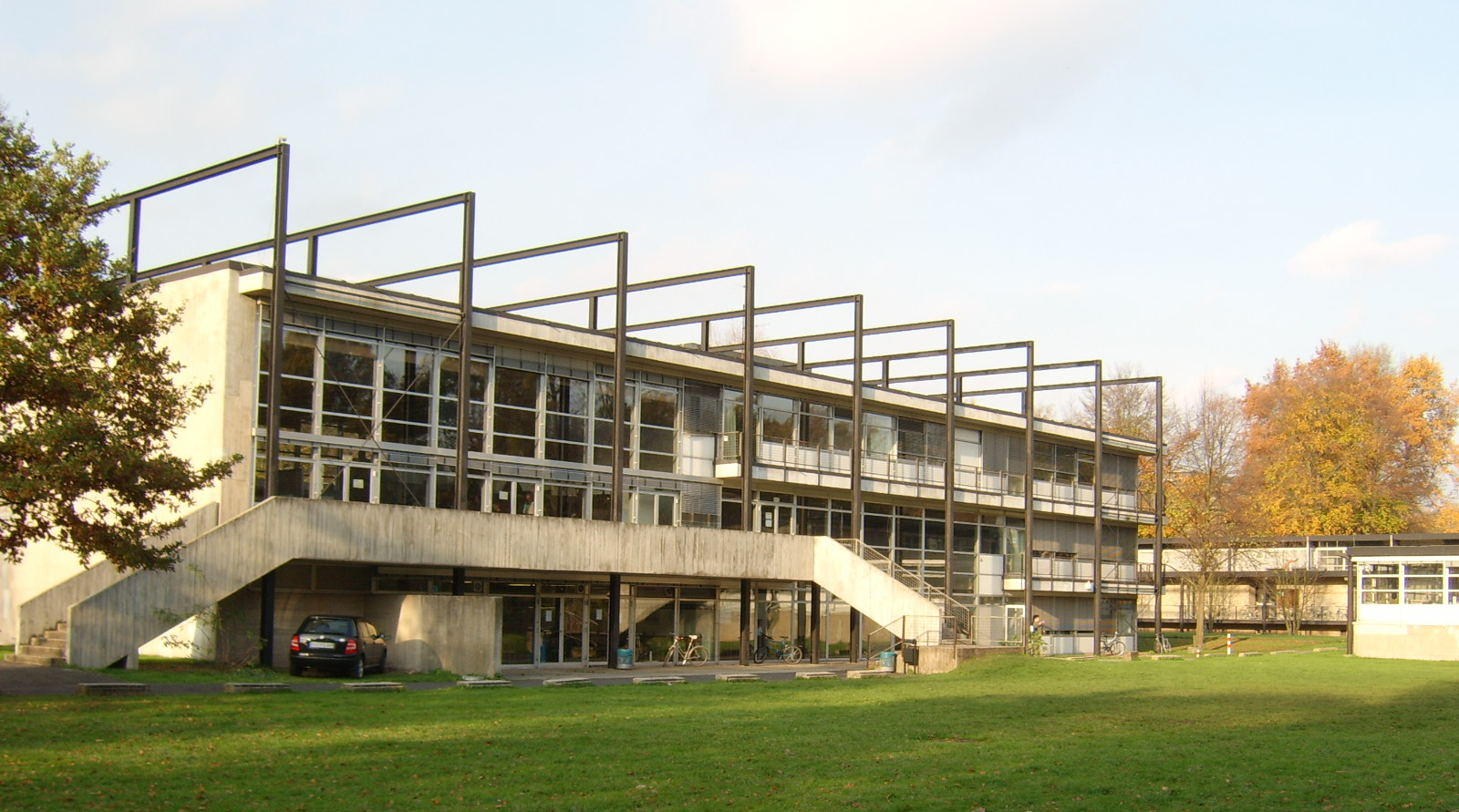
Facultad de Bellas Artes

- Técnicas de Producción y Logística (Produktionstechnik und Logistik)
- Ingeniería de Energía (Energietechnik)

Facultad: 16: Ingeniería Eléctrica e Informática (Elektrotechnik/Informatik) 
Facultad 20: Facultad de Bellas Artes (Kunst)

## Centros científicos e instituciones especiales
Esta actividad es de importancia para la universidad, incluyendo cooperaciones de investigación e intercambio con instituciones de investigación de todo el mundo. Nuestros centros e institutos interdisciplinarios incluyen:
- Centro de Investigación sobre Sistemas Medioambientales (CESR)
- Centro Interdisciplinario de Ciencia de Nanoestructura y Tecnología (CINSaT)
- Centro Internacional de Investigación sobre la Educación Superior (INCHER)
- Centro de Competencia de la Protección del Clima y Adaptación al Cambio Climático (CliMA)
- Centro de Investigación del Medio Ambiente (GradZ Umwelt)
- Centro de Investigación Tecnologías de la Información (IteG)
- Asociación de Investigación sobre Sistemas Vehiculares (FAST)
- Centro de Competencia para Tecnología de Abastecimiento Energético (KDEE)

## Cooperación Internacional

### España
- Barcelona: Universidad Autónoma de Barcelona
- Barcelona: Universidad Politécnica de Cataluña (UPC)
- Barcelona: Universidad Pompeu Fabra
- Bilbao: Universidad del País Vasco
- Cáceres: Universidad de Extremadura
- Cádiz: Universidad de Cádiz
- Granada: Universidad de Granada
- Las Palmas de Gran Canaria: Universidad de Las Palmas de Gran Canaria
- Lejona: Universidad del País Vasco Lejona
- León: Universidad de León
- Lérida: Universidad de Lérida
- Logroño: Universidad de La Rioja
- Madrid: Universidad Autónoma de Madrid
- Madrid: Universidad Europea de Madrid
- Madrid: Universidad Politécnica de Madrid
- Madrid: Universidad Pontificia Comillas de Madrid
- Málaga: Universidad de Málaga
- Palma de Mallorca: Universidad de las Islas Baleares
- Salamanca: Universidad de Salamanca
- Santiago de Compostela: Universidad Santiago de Compostela
- Valencia: Escuela de Arte y Superior de Diseño de Valencia
- Valencia: Universidad Politécnica de Valencia
- Valencia: Universidad de Valencia
- Valladolid: Universidad de Valladolid
- Vigo: Universidad de Vigo
- Zaragoza: Universidad de Zaragoza

### Costa Rica
- Heredia: Universidad Nacional
- San Jose: Universidad Católica de Costa Rica

### Cuba
- Habana: Universidad de La Habana
- Santa Clara: Universidad central de Las Villas

### México
- Guadalajara: Universidad de Guadalajara
- Mérida: Universidad Autónoma de Yucatán
- México DF: Universidad Nacional Autónoma de México
- Puebla: Universidad Autónoma de Puebla
- Puebla: Universidad de las Américas México
- Zacactecas: Universidad Autónoma de Zacatecas

### Nicaragua
- León: Universidad Nacional Autónoma de Nicaragua
- Managua: Consejo Nacional de Universidades de Nicaragua
- Managua: Universidad Americana- UAM
- Managua: Universidad Politécnica de Nicaragua

### Argentina
- Buenos Aires: Universidad de Buenos Aires
- Buenos Aires: Instituto de Altos Estudios Sociales (IDAES)
- Córdoba: Universidad Nacional de Córdoba

### Brasil
- Campinas: Universidad de Campinas
- Montes Claros: Universidade Estadual de Montes Claros (UNIMONTES)
- Passo Fundo: Universidad de Passo Fundo
- Porto Alegre: Pontifícia Universidade Católica do Rio Grande do Sul
- Salvador: Universidad Federal de Bahía
- Sao Paulo: Universidad de Sao Paulo

### Chile
- Antofagasta: Universidad de Antofagasta
- Arica: Universidad de Tarapacá
- Concepción: Universidad de Concepción
- Santiago de Chile: Universidad de Chile
- Talca: Universidad de Talca

### Colombia
- Bogotá: Universidad Nacional de Colombia Bogotá

### Ecuador
- Loja: Universidad Técnica Particular de Loja

### Perú
- Arequipa: Universidad Nacional de San Agustín, Arequipa
- LIMA:Universidad nacional de ingeniería

### Venezuela
- Caracas: Universidad Simón Bolívar
- Falcón: Universidad Nacional Experimental Francisco de Miranda

## Página web
- Página web oficial